# Raiffeisenbank Kreis Kelheim
Die Raiffeisenbank Kreis Kelheim eG mit Sitz in Kelheim ist eine Genossenschaftsbank in Deutschland. Ihr Geschäftsgebiet erstreckt sich über die Landkreise Kelheim und Eichstätt.

## Geschichte
Den Grundstein für die Raiffeisenbank Bad Abbach-Saal eG wurde am 23. April 1911 durch 23 Bürger aus Abbach und der näheren Umgebung gelegt. 1965 fand die Fusion mit der Raiffeisenkasse Saal a.d. Donau statt und 1967 die Verschmelzung mit der Raiffeisenkasse in Essing. Als weitere eigenständige Genossenschaftsbank wurde die Raiffeisenbank Herrnwahlthann/Teugn-Dünzling eG am 30. November 1911 durch 51 Bürger aus Herrnwahlthann und Umgebung gegründet. 2007 haben die Raiffeisenbank Bad Abbach-Saal eG und die Raiffeisenbank Herrnwahlthann/Teugn-Dünzling eG fusioniert. Im Jahre 2018 fusionierte die Raiffeisenbank Bad Gögging mit der Raiffeisenbank Bad Abbach-Saal. Seither heißt die Bank Raiffeisenbank Kreis Kelheim eG.
Im Jahre 2021 fusionierte die Bank mit der Raiffeisenbank Riedenburg-Lobsing.

## Finanzpartner
Die Raiffeisenbank Kreis Kelheim eG arbeitet mit ihren Verbundpartnern – der Bausparkasse Schwäbisch Hall, der Union Investment, der R+V Versicherung, der Allianz Versicherung und der Versicherungskammer Bayern – zusammen.